# Nacho Cerdà
Ignacio Cerdà, més conegut com a Nacho Cerdà (Barcelona, 1969) és un director de cinema espanyol conegut per la seva pel·lícula Aftermath estrenada en 1994. Un any després de produir-la, va ser acusat de realitzar un muntatge sobre l'autòpsia a un suposat extraterrestre; no obstant això, aquesta acusació va ser retirada pel fet que es va revelar posteriorment que Ray Santilli havia estat el director.
Cerdà també va dirigir The Abandoned, cinta llançada en 2007 que va girar entorn d'una productora americana de pel·lícules qui retorna a la seva llar en Rússia, per a descobrir la veritat sobre la seva història familiar; va ser estrenada en el festival d'horror «After Dark Horrorfest» dels Estats Units al novembre de 2006. La pel·lícula va rebre un llançament independent als cinemes al febrer de 2007. El DVD fou llançat el 19 de juny de 2007.

## La trilogía de la muerte
Aftermath és la segona d'una trilogia de curtmetratges coneguts com «La trilogía de la muerte». El primer film titulat «Awakening», dura al voltant de 8 minuts i va ser realitzat en 1990; la cinta gira entorn d'un jove per a qui el temps es deté després de quedar-se adormit en un saló de classes, només per a adonar-se després que ell, de fet, ha mort i va estar experimentant una experiència extracorporal. La seqüela de 1994, «Aftermath», dura al voltant de 32 minuts i va tenir una trama associada a la deshonra, mutilació, i necrofília. Finalment, Genesis de 1998, mostra en 35 minuts la vida d'un escultor el treball artístic del qual cobra vida mentre que ell es torna pedra, i el seu treball gradualment el consumeix. La trilogia representa les tres etapes de la vida, i en cada cas, Cerdà mostra com som vulnerables als capritxos dels elements més enllà del nostre control: temps, uns altres, i possessions materials respectivament. Aquest curtmetratge fou nominat al millor Goya al millor curtmetratge de ficció de 1998 i el premi al millor curtmetratge al Festival de Cinema Fantàstic de Sitges.

## Filmografia
- The Awakening (1990)
- Aftermath (1994)
- Genesis (1998)
- Ataúdes de luz (2002)
- The Machinist: Breaking the Rules (2005)
- Els abandonats (2006)
- Pieces of Juan: An Interview with Director Juan Piquer Simón (2008)
- The Beyond: Beyond and Back - Memories of Lucio Fulci (2015)